# Богорія (герб)
Богорія (пол. Bogoria, Bogorya, Bogoryja, Boguryja) — польський шляхетський герб, що мав бойовий клич Богория (пол. Bogoryja), яким користувалися близько 85 шляхетських родів Білорусі, України, Литви і Польщі, зокрема Богомольці, Богорії, Воловичі, Горбачевські, Мокрановські, Ростроповичі, Скотницькі, Тарновські. Вперше згадується в XII столітті.
Згадується в найстарішому збереженому на теперішній час польському гербовнику Insignia seu clenodia Regis et Regni Poloniae, написаному істориком Яном Длугошем в 1464—1480 роках. Богорія є одним із 47 гербів, до яких було адоптовано (прийнято) бояр Великого князівства Литовського, Руського і Жмудського під час Городельської унії в 1413 році.
Переважно, герб був поширений серед родів, що осіли в землях краківського і сандомирського воєводств та Мазовії.

## Гербова легенда
Як і з багатьма іншими гербами, що містять у собі зображення елементів стріл, створення Богорії також пов'язане з легенодою участю засновника роду в кривавій битві:
Герб в Польщі з'явився за такої оказії. Болеслав II Сміливий натрапив лише з трьома тисячами своєї кавалерії на багато більше половецьке військо під Сновськом й наголову розбив неприятеля, в тій сутичці полковник між іншими першими один, званий Богорій (пол. Bogorii), з великою хоробрістю в серці половців посік і своїх воїнів спричинив до перемоги, отримавши в тім бою кілька ран, зокрема був пронизаний двома стрілами. Коли король побачив Богорія, який пораненим вернувся з поля бою, то сам своєю королівською рукою вийняв з його грудей стріли, що були зламані, та віддав йому і його нащадкам на вічну честь.

## Етимологія
Згідно польського історика Юзефа Шиманського Богорія і похідні назви є назвами топографічними, хоча не виключено також іменне походження назви. В XIX ст. інший історик та геральдист, Францішек Пекосінський, також вказував про можливе топографічне походження назви гербу (наводив 3 села з такою назвою — одне парафіяльне в сандомирському повіті, друге в тому ж повіті, парфія Скотники, третє в ловицькому повіті, парафія Бонкув). Згідно нього ця назва також може походити від імені Богор (пращура роду, власника села з такою назвою). Зараз у Польщі існує також кілька населених пунктів з назвою Богорія в сандомирському і сташовському повітах.

## Опис
На червоному полі зображення двох срібних накінечників стріли: один направлений вістрям вверх, інший — вниз.
Клейнод — над верхом з короною, павич з розкритим хвостом, у дзьобі, поверненому вбік, зламана стріла вістрям вгору. Намет червоний, підбитий сріблом.
Існував варіант герба: золоте поле з наконечниками направленими один до одного.
Клейнод — три страусових пера.

## Найбільш ранні згадки
Найдавніше зображення герба збереглося на меморіальній дошці часів студентського повстання в Болоньї в 1321 чи 1322 році. На ній зображено постаті трьох довірених осіб, що були посередниками в перемовинах між студентами і міською владою, серед них зображений Ярослав зі Скотник (повстання відбувалось під час його навчання) і його герб Богорія.
Найдавніше відоме зображення печатки датується 1326 роком (печатка Ярослава з Богорії, каноніка і архідиякона краківського), а запис з 1408 року («Записки сандомирські»). Пізніші печатки це: воєводи краківського Миколая Богорії (1334), архієпископа гнєзненського Ярослава зі Скотник (1342), гнєзненського кантора Свєнтослава (1359), пробоща гнєзненського Миколая з Кожухова (1368—1370), бургграфа бжесько-куявського Дерслава Конопки з Кожухова (1380), підстолія і судді сандомирського Павла (Паська) з Богорії (1388), невідомого власника (1464), суфрагана плоцького Якуба (1478), Арнульфа з Мєжинця (1466), Марціна зі Скотник (1499).
В результаті Городельської унії в 1413 році герб поширився на шляхетні роди Литви й Русі (сучасні Білорусь, Україна). До роду Богоріїв був прийнятий жмудський боярин Станіслав Виссигін. Печатка Богоріїв, що була прикріплена до акту Городельської унії, не дозволяє однак встановити конкретного польського представника цього роду. Прочитаний Семковичем напис на печатці, віднесений до Марка з Наколя пізніше ним же був визнаний за дуже сумнівний (не відомо, до якого зі знаних Богоріїв він мав належати).

## Роди
Тадеуш Гайль в своєму гербовнику перелічує такі роди, які мали право вживати герб Богорія: Бальчевські (Balczewski), Богдановичі (Bogdanowicz), Богомольці (Bohomolec), Богорії (Bogoria, Bogorya), Босяцькі (Bosiacki), Боярські (Bojarski), Брачковські (Braczkowski), Бручковські (Bruczkowski), Будзьки (Budźko), Будзьковські (Budźkowski), Бучковські (Buczkowski), Вистинга (Wystynga), Віссиґєри (Wissygier), Віссігери (Wissiger), Волловичі (Wołłowicz), Воловичі (Wołowicz), Гняздовські (Гніздовські) (Gniazdowski), Горбачевські (Gorbaczewski, Horbaczewski), Горські (Gorski), Госцєрадовські (Gościeradowski), Забацькі (Zabacki), Закшевські (Закржевські) (Zakrzewski), Закшовські (Zakrzowski), Злоторовичі (Złotorowicz), Зубацькі (Zubacki), Кампки (Kampka), Квасковські (Kwaskowski), Кожуховські (Kożuchowski), Коляновські (Kolanowski), Ко(р)женевські (Kurzeniewski), Ко(р)женецькі (Korzeniecki), Ловмянські (Łowmiański), Магновські (Magnowski), Магнуські (Magnuski), Марушевські (Maruszewski), Мацановичі (Macanowicz), Мацеєвичі (Мацієвичі) (Maciejewicz), Мацейовичі (Maciejowicz), Мацейовські (Maciejowski), Маценовичі (Macenowicz), Мацєновичі (Macienowicz), Мац(ь)кевичі (Mackiewicz), Міновські (Миновські) (Minowski), Мокрановські (Mokranowski), Мокрієвичі (Mokrjewicz), Мокроновські (Mokronowski), Мокроноські (Mokronoski), Ольшевські (Olszewski), Оховські (Ochowski), Пашкевичі (Paszkiewicz), Пгоські (Пхоські) (Phoski), Подлевські (Podlewski), Подленські (Podłęski), Подлеські (Podleski), Подлецькі (Podlecki), Погоські (Pohoski), Порембські (Porembski, Porębski), Прозвицькі (Prozwicki), Пшедомські (Przedomski), Ракози (Rakoza), Ракузи (Rakuza), Ракуси (Rakusa), Ростроповичі (Rostropowicz), С(ь)вьонткевичі (Świątkiewicz), Святкевичі (Światkiewicz), Скапевичі (Skapiewicz), Скольницькі (Skolnicki), Скотницькі (Skotnicki), Сташковські (Staszkowski), Струйловські (Strujłowski), Сущевські (Suszczewski), Тарнавські (Tarnawski), Тарновські (Tarnowski), Трояновичі (Trojanowicz), Хехельські (Chechelski), Хехловські (Chechłowski), Цєнкевичі (Cienkiewicz), Цєнковські (Cienkowski), Цорські (Corski), Щенсновичі (Szczęsnowicz), Ямінські (Jamiński), Яроцькі (Jarocki).
Брачковські мають бути одного походження з Мокроновськими, Гняздовські — з Тарновськими, Подлевські (також Подленські і Подлеські) — зі Скотницькими. Родини Забацьких і Зубацьких є, ймовірно, придомками (прізвиськами) однієї з гілок родини Тур (відомої в Литві з 1527 р.). Віссігер і Віссиґєр є відмінними версіями імені згадуваного вище жмудсько-литовського боярина Станіслава Виссигіна, прийнятого до гербу родини Богорія в 1413 році. Його нащадки пізніше носили прізвище Виссигін чи Вистинга, яке згодом змінилось на Вол(л)ович.
Каспер Несецький в своєму гербовнику згадує також ще 2 роди, що належали до гербу Богорія: Порембний (Porębny), Тур (Tur).
Існувало ще кільканадцять родів, що використовували герб Богорія, але з відмінами, з часом утворивши окремі герби, як то Білозор, Куженець, Порембни, Воллович і інші.

## Видатні представники
- Богомолець Анджей
- Богомолець Лев
- Богомолець Пйотр-Тадеуш
- Богомолець Ромуальд
- Богомолець Францішек
- Богорія-Закревський Адам
- Мокроновський Анджей
- Мокроновський Станіслав
- Ростропович Мстислав

## Різновиди герба

Герб графів Воловович
Великий герб графів Воловович
Білозор
Богорія ІІа
Богорія IIb
Курженець
Поребни